# Kreisende Erregung

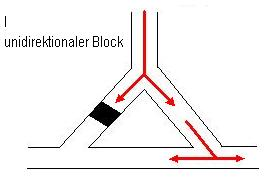
Unidirektionaler Block I

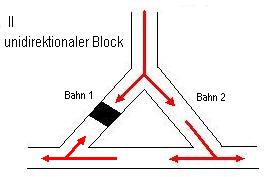
Unidirektionaler Block II

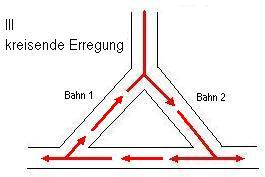
Schema einer kreisenden Erregung nach dem Schmitt-Erlanger-Modell, 1928

Eine kreisende Erregung (englisch Reentry) stellt eine basale Form der Störung der Erregungsleitung am Herzen dar. Während einer normalen Herzaktion kommt jede Erregung nach Aktivierung der Ventrikelmuskulatur zum Erlöschen, da sie dann nur mehr von refraktärem, also schwer oder überhaupt nicht erregbarem, Gewebe umgeben ist. Auch innerhalb der Purkinje-Fasern kann sich die Erregung in beide Richtungen ausbreiten und erlischt sofort, wenn sich zwei Impulse treffen. Liegt nun beispielsweise in einem Bündel einer sich aufzweigenden Purkinje-Faser ein anatomisches oder funktionelles Hindernis vor, kann, bevor die Überleitung an dieser Stelle völlig blockiert ist, ein gefährliches Zwischenstadium eintreten: ein unidirektionaler Block.
Das geschädigte Areal verlangsamt dabei den Durchtritt einer Erregung, bis es irgendwann gegenüber der folgenden refraktär, also schwer oder überhaupt nicht erregbar, ist. Diese Erregung kann das geschädigte Areal nun aber in der Gegenrichtung durchlaufen, da sie es zu einem Zeitpunkt erreicht, wo es möglicherweise nicht mehr refraktär ist. Ist nun die hinter dieser retrograden bzw. antidromen (in die entgegengesetzte Richtung verlaufende) Erregung zurückbleibende Refraktärstrecke kürzer als die Kreisbahn, wird die Erregung innerhalb des Kreises nicht mehr gelöscht und kann ihn permanent durchlaufen. Man spricht von einer kreisenden Erregung.
Die Gefahr dabei besteht in einem Wiedereintritt („reentry“) der Erregungswelle in das umgebende Gewebe, wenn diese nicht mehr refraktär ist. Es kann sich eine Erregung ausbilden, die sich sozusagen selbst unterhält. Dies stellt die Ursache schwerer, mit der Gefahr des Flimmerns einhergehender tachykarder Rhythmusstörungen dar.

## Voraussetzung
Als Voraussetzung gilt nach der Gleichung (siehe unten), dass die Kreisbahn länger sein muss als die dazugehörige Refraktärstrecke der potentiell kreisenden Erregung. Begünstigt wird dies bei erniedrigter Refraktärzeit und verminderter Leitungsgeschwindigkeit.
{\displaystyle s_{r}=t_{r}\cdot v}
- sr ist die Refraktärstrecke, welche proportional zur Wellenlänge {\displaystyle {\lambda }\,} ist.
- tr ist die Refraktärzeit, welche proportional zur Potentialdauer ist.
- v ist die Leitungsgeschwindigkeit, welche abhängig von der Anzahl der Natriumkanäle ist.

## Prädilektionsstellen für Reentry-Phänomene
- besonders das Gebiet um den AV-Bereich
- akzessorische AV-Leitungsbahn (Wolff-Parkinson-White-Syndrom)
- ventrikuläre akut ischämische Zonen
- Randzonen aller Infarkte

## Wirkung von Antiarrhythmika auf kreisende Erregung
Klasse-Ia-Antiarrhythmika:
- Verlängerung der absoluten Refraktärzeit
- stärkere Verminderung der Leitungsgeschwindigkeit

Durch Erhöhung der Wahrscheinlichkeit einer verminderten Wellenlänge Lamda bei prophylaktischer Dauergabe kommt es zur erhöhten Wahrscheinlichkeit kleiner Reentrykreise (bis minimal 4 Myokardzellen Umfang) – proarrhythmisch.
Klasse-Ib-Antiarrhythmika:
- kaum Veränderung bis Verminderung der absoluten Refraktärzeit
- schwache Verminderung der Leitungsgeschwindigkeit

Bevorzugte Verringerung der Leitungsgeschwindigkeit in partiell depolarisierten Gewebe gegenüber gesundem Gewebe (Prototyp Lidocain). Eine kreisende Erregung kann so an der Stelle eines unidirektionaler Blocks durch dessen Überführung in einen bidirektionalen Block durchbrochen werden, ohne am gesunden Gewebe die Erregungsleitung nennenswert zu verzögern – gering proarrhythmisch.
Klasse-Ic-Antiarrhythmika:
- kaum Verlängerung der absoluten Refraktärzeit
- starke Verminderung der Leitungsgeschwindigkeit

Durch starke Erhöhung der Wahrscheinlichkeit einer verminderten Wellenlänge Lamda bei prophylaktischer Dauergabe ist die Wahrscheinlichkeit kleiner Reentrykreise am stärksten erhöht – stark proarrhythmisch (siehe CAST-Studie – Cardiac Arrhythmia Suppression Trial).
Klasse III-Antiarrhythmika:
- deutliche Verlängerung der absoluten Refraktärzeit
- unwesentliche Veränderung der Leitungsgeschwindigkeit

Durch gesteigerte Refraktärzeit kommt es unweigerlich zu größeren Wellenlängen. Lambda kann größer, sogar größer als letztendlich der Durchmesser des Herzens werden – gering proarrhythmisch.